# Tacitusz
A Tacitusz latin eredetű férfinév, Tacitus történetíró nevéből származik, a jelentése: csendes, hallgatag.

## Gyakorisága
Az 1990-es években szórványos név, a 2000-es években nem szerepel a 100 leggyakoribb férfinév között.

## Névnapok
- február 25.,[2] szökőévekben  február 26.

## Híres Tacituszok
- Publius Cornelius Tacitus (i. sz. 55–56 k. – 117–120 k.) történetíró
- Marcus Claudius Tacitus (i. sz. 200 k. – 276. június) római császár